# Juan Ramón Masoliver Martínez de Oria
Juan Ramón Masoliver Martínez de Oria (Saragossa, 1910 – Barcelona, 7 d'abril de 1997) fou un assagista, periodista, crític literari i d'art i traductor català d'origen aragonès.

## Biografia
Era cosí de Luis Buñuel i de jove es traslladà a Barcelona, on fundà la revista avantguardista Hèlix (1929), impulsora del surrealisme a Catalunya, i en la qual hi col·laboraren Buñuel, Ramón Gómez de la Serna, Ramiro Ledesma Ramos i Ernesto Giménez Caballero. També col·laborà a la revista Azor de Luys Santa Marina.
El 1932 fou lector de català i castellà a la Universitat de Gènova, així com corresponsal dels diaris La Vanguardia i El Sol. També es traslladà a París, on va conèixer Paul Éluard, Ezra Pound (a qui ajudà en el suplement d'Il Mare) i Salvador Dalí. Allí també es va afiliar a la Falange Española de la mà de Samuel Ros. En esclatar la guerra civil espanyola fou evacuat de Catalunya per la Generalitat i es passà a Burgos, on treballà en la Delegación de Prensa y Propaganda i fundà la revista Destino. El 1939 va tornar a Barcelona, on fou redactor de La Vanguardia i corresponsal als Balcans i a Palestina durant la Segona Guerra Mundial. El 1951 s'establí definitivament a Barcelona i continuà com a redactor literari del diari La Vanguardia, alhora que fou l'ànima dels Premis de la Crítica.
Fou membre fundador i vicepresident de l'Association Internationale des Critiques Litéraires (UNESCO), així com de l'homònima espanyola, de la qual fou president honorari. L'Ajuntament de Montcada i Reixac, on va viure la major part de la seva vida, el nomenà fill adoptiu el 1996.
El seu nebot Juan Antonio Masoliver Ródenas (Barcelona, 1939) ha estat també crític literari i traductor a més de poeta, novel·lista i catedràtic de literatura espanyola i llatinoamericana.

## Obres
- Las trescientas. Ocho siglos de lírica castellana (1941)
- Guía de Roma e itinerarios de Italia (1950)
- Presentació de James Joyce.. (1981)
- Antología poética de Ausias March (1981)
- Perfil de sombras (1994)

## Fons personal
El seu fons personal es conserva a l'Arxiu Nacional de Catalunya. El fons és constituït per la documentació aplegada i produïda per Juan Ramón Masoliver, particularment com a resultat de la seva activitat periodística i literària. Pel que fa a la documentació personal, inclou cartes de reclamació de serveis i relacionades amb la família. Aplega també el testimoni de la seva activitat com a corresponsal de La Vanguardia a Roma, així com correspondència amb la direcció i com a responsable de la secció literària del diari. El fons inclou mostres de la seva obra poètica, escrits originals, articles de crítica literària, traduccions d'autors italians i materials de treball per a la història de Montcada i Reixac. Pel seu volum i interès destaquen també els retalls de premsa sobre autors literaris ordenats per llengües i sobretot l'extensa correspondència rebuda, testimoni de l'alçada de les seves relacions. En referència a l'activitat associativa el fons conserva el testimoni de la vinculació amb entitats com ara el Touring Club Italiano, l'Associació Internacional de Crítics Literaris, el Círculo Ecuestre o els sopars de "La Taula". També, de la participació de Masoliver a les Conversaciones Poéticas de Formentor i la Fonoteca Histórica Jaume Font, de la recepció de creu de Cavaller de la República Italiana i articles en premsa i necrològiques. El fons aplega també, finalment, originals d'obra aliena, fitxers bibliogràfics, notes i dossiers de premsa sobre temes literaris. En el seu conjunt el fons facilita una aproximació prou destacable a la trajectòria professional i creativa de Juan Ramón Masoliver, un dels crítics literaris catalans més importants de la segona meitat del segle xx.